# Тургояк (посёлок железнодорожной станции)
Тургоя́к — посёлок железнодорожной станции в Миасском городском округе Челябинской области России.

## География
Населённый пункт находится на берегу реки Малый Сыростан.

## Население
| 2002 | 2010 |
| ---- | ---- |
| 22   | ↘11  |

### Половой состав
По данным Всероссийской переписи, в 2010 году численность населения посёлка составляла 11 человек (5 мужчин и 6 женщин).

## Улицы
| - ул. Ильменская, - ул. Северная, | - ул. Сибирская, - ул. Советская. |

## Инфраструктура
В посёлке расположена одноимённая ж/д платформа.